# Верес Кирило Кирилович
Кири́ло Кири́лович Ве́рес — підполковник Збройних сил України. Учасник російсько-української війни. Герой України з врученням ордена «Золота Зірка» та повний лицар ордена Богдана Хмельницького. Командир 20-го окремого полку безпілотних систем «К-2».

## Життєпис

### Ранні роки
Народився у 1989 році. Його прадід воював під час Першої світової, а загинув у Другу світову в 1943 році та похований у братській могилі на Київщині. Дід — технік-лейнтенат, пройшов Другу світову війну, був командиром паркового взводу.
У віці 20 років працював директором із розвитку на нудистському пляжі «Довбичка» на Трухановому острові.
У 2010 році отримав диплом магістра зі спеціальності «Банківська справа» у Міжрегіональній академії управління персоналом.

### Військова служба
Свою кар'єру розпочав 2014 року в батальйоні поліції Київ-1, у місті Слов'янськ, був розвідником.
Станом на 2015 рік — контррозвідник СБУ. Здійснив затримання — разом з Віктором Ніколюком — російських ГРУшників Єрофєєва і Александрова, яких згодом обміняли на Надію Савченко. Тоді загинув молодший сержант Вадим Пугачов.
Станом на 2016 рік — офіцер 92-ї бригади, заступник командира.
У березні 2016 року, коли Кирило Верес перебував у місті Щастя Луганської області, на дружину Ганну й сина вчинено напад.

### Після повномасштабного вторгнення
З лютого 2022 року командир батальйону К-2 54-ї ОМБр, тримав оборону на напрямку Соледар — Сіверськ
У середині березня 2022 року в ході повномасштабного російського вторгнення майор Кирило Верес організовував оборону населеного пункту Мар'їнка на Донеччині. Зупинили просування противника на південно-східні околиці міста, знищили два танки та два БМП. Через атаку переважаючих сил супротивника та для вирівнювання лінії оборони й мінімізації втрат особового складу вирішили відійти на другу лінію оборони.
Наступного дня під його керівництвом розпочався контрнаступ зведених підрозділів механізованих батальйонів на вимушено залишені позиції. Він завершився успіхом, тимчасово втрачені позиції повернули під контроль Збройних сил України.
8 грудня 2024 року комбат Кирило Верес анонсував трансформацію свого підрозділу у 20-й окремий полк безпілотних систем К-2.

## Нагороди та вшанування
- Звання Герой України з врученням ордена «Золота Зірка» (4 квітня 2022) — за особисту мужність і героїзм, виявлені у захисті державного суверенітету та територіальної цілісності України, вірність військовій присязі[17][18]
- Хрест бойових заслуг (4 грудня 2023)[19][20]
- Орден Богдана Хмельницького I ст. (13 жовтня 2020) — за значний особистий внесок у зміцнення обороноздатності Української держави, мужність і самовідданість, виявлені під час бойових дій, високий професіоналізм та зразкове виконання службових обов'язків[21]
- Орден Богдана Хмельницького II ст. (10 жовтня 2019) — за особисту мужність і самовідданість, виявлені під час бойових дій, високий професіоналізм та зразкове виконання службових обов'язків[22]
- Орден Богдана Хмельницького III ст. (10 квітня 2017) — за особисту мужність, виявлену у захисті державного суверенітету та територіальної цілісності України, самовіддане виконання військового обов'язку[23]
- Медаль «За військову службу Україні» (23 серпня 2018) — за особистий внесок у зміцнення обороноздатності Української держави, мужність і самовідданість, виявлені під час бойових дій, високий професіоналізм та зразкове виконання службових обов'язків[24]
- Українська недержавна нагорода орден «Народний Герой України» (13 жовтня 2015)[25]

### Інтерв'ю
- «Від гарної бійки ми ніколи не відмовляємося» — командир К-2 Верес про фронт, дрони та запас міцності людей у війську
- «Дуже сильно хочу влупити по Кремлю». Інтерв'ю з командиром бойової групи К2, Героєм України Кирилом Вересом
- «Україна може знищити тільки сама себе». Герой України Верес про перемир'я, кордони 1991-го, СЗЧ і чіткі терміни служби
- Кирило Верес: У росіян крутєйша мотивація — біжать через поля, щоб загинути
- Відомий комбат, Герой України, розповів, яку незвичну роботу мав до війни